# Луций Елий
Луций Елий Вер Цезар (на латински: Lucius Aelius Verus Caesar) е осиновен син и наследник на императорската власт на Адриан. Управлява съвместно с него от 136 до 138 година. Той обаче умира преди своя осиновител и така и не наследява властта.
Спорен е въпросът защо Адриан предпочел именно Елий за наследник. Има подозрения, че той е негов интимен любимец или незаконен син, но широко разпространеното мнение е, че Адриан търсел благонадежден и неамбициозен човек, който да осъществи преминаването на властта към многообещаващия, но все още млад Марк Аврелий. Елий няколко години споделял повечето длъжности на императорската власт с осиновителя си и бил натоварен с управлението на Панония.
Големите суми, похарчени за празненства по случай встъпването на Елий в длъжност обаче, отишли нахалост. Цезарят бил образован и вежлив, но водел лекомислен и екстравагантен живот, а най-забележителният му талант бил съчиняването на поезия. Здравето му било разклатено от туберкулоза дотолкова, че при произнасянето на благодарствената реч към императора на Нова година Елий едва се крепял на краката си. Той поел свръхдоза лекарство и починал в съня си в нощта срещу 1 януари 138. Адриан забранил публичното му оплакване поради празниците.
Неговият син Луций Вер бил определен за съимператор на Марк Аврелий от император Антонин Пий.
- Монети, сечени от Луций Елий
- Аверс
- Реверс

## Други
- Родословно дърво на Нерво-Антониновата династия